# Janusz Krauze
Janusz Krauze (ur. 1936 w Poznaniu, zm. 7 października 2016) – polski artysta rzeźbiarz, malarz.

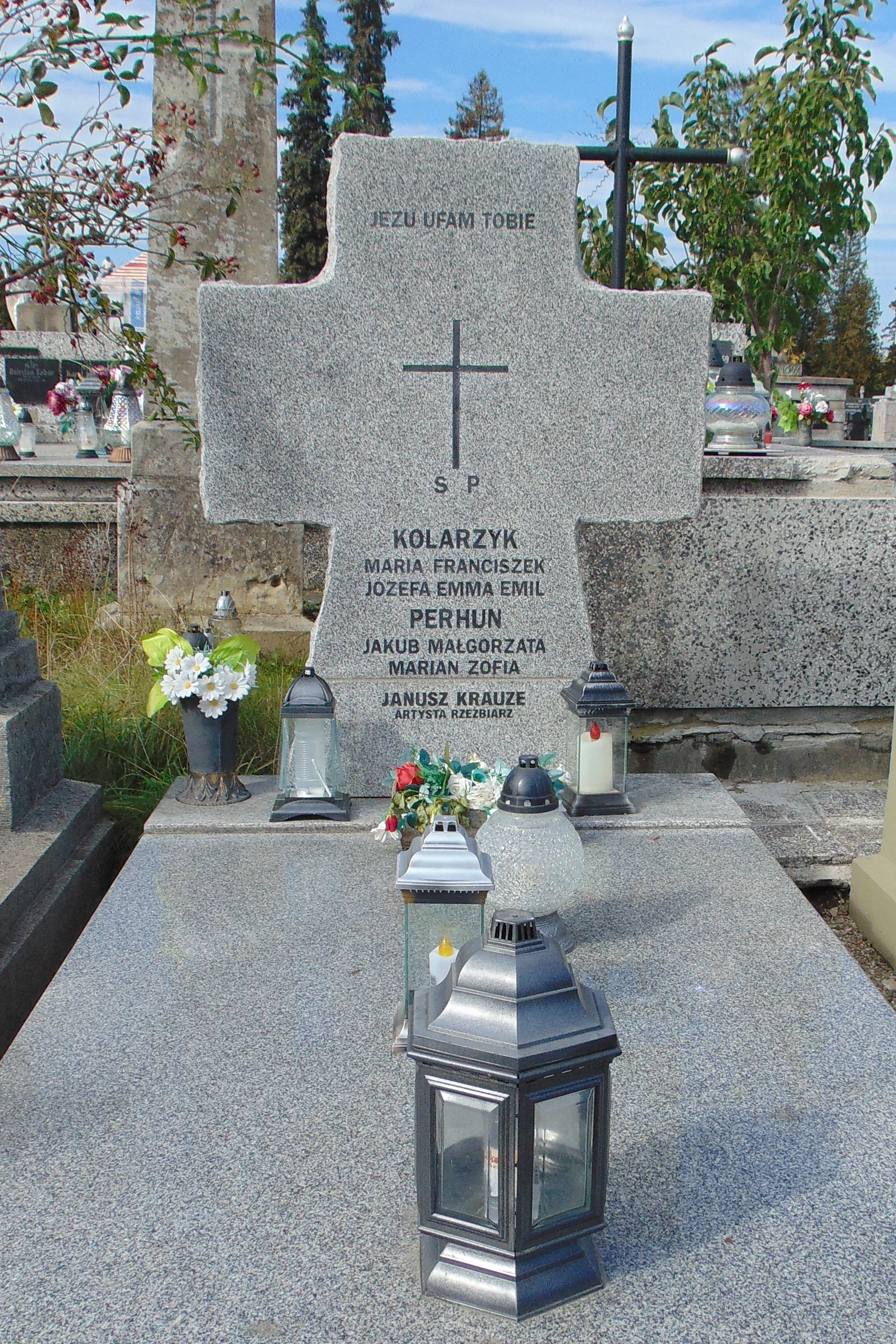
Grobowiec Janusza Krauze w Gorlicach

## Życiorys
Janusz Krauze urodził się w 1936 r. w Poznaniu. Wykształcenie uzyskał w Państwowym Liceum Technik Plastycznych w Zakopanem, a następnie podjął studia, uzyskując dyplom na Wydziale Rzeźby Akademii Sztuk Pięknych w Warszawie w pracowni prof. M. Wnuka w 1963. Po zakończeniu studiów w 1963 zamieszkał w Gorlicach, gdzie podjął pracę w zawodzie plastyka w Fabryce Maszyn „Glinik”. Wystawiał swoje prace na wystawach zbiorowych: Radom - „Ogólnopolska wystawa sztuki” (1973), Rzeszów - „Salony jesienne” (1972, 1973, 1974, 1975), Warszawa - „10. rocznica śmierci prof. Wnuka” (1978), Schwerte - "Begegnung mit Polen" (1997), Nowy Sącz - ZPAP (1997)  oraz indywidualne wystawy w Gorlicach (1976, 1999, 2001), Tarnów - Galeria Miejska (2003), Jasło - Jasielski Dom Kultury (2008), Warszawa - Mokotów, Mała Galeria Biblioteki (2013). Uczestniczył w konkursach rzeźbiarskich np. „Portret - Pary” Paryż (1973), „Pomnik Chopina” - Londyn (1974), „Środowisko” - Oslo (1995) „Bałtyk-wspólne dziedzictwo” - Kopenhaga (1997), „Sport w Sztuce” - Barcelona (1972). Otrzymał wyróżnienie Dyplom Honorowy Muzeum A. Warhola w Presowie (2005), nagrodę polskiego ministra Kultury i Sztuki za wieloletnią pracę artystyczną (2008). Jako artysta rzeźbiarz wykonywał religijne elementy wystroju kościołów: w kaplicy szpitalnej w Gorlicach, w kościele Ropicy Polskiej oraz w Gliniku Mariampolskim (krzyż, stacje drogi krzyżowej) (1988), w kościele parafialnym w Weroni (droga krzyżowa) (1987), Janusz Krauze zmarł 7 października 2016 w wieku 80 lat. Został pochowany na cmentarzu w Gorlicach.

## Twórczość

### Pomniki
- „Mikołaj Kopernik” – Gorlice, Osiedle Magdalena[5]
- „Kazimierz Pułaski” Park Miejski w Gorlicach
- „Rozstrzelani” nad rzeką Ropą w Gorlicach
- „Macierzyństwo” w Ciechocinku
- Obelisk na cmentarzu wojennym w Gorlicach na ul.Wincentego Pola (1949)
- Bohaterów Ziemi Gorlickiej (1995) – współautorzy Janusz Krauze, Krzysztof Filar, Zdzisław Tohl
- „Brat Albert” w Sękowej[6].

## Galeria

### Pomniki

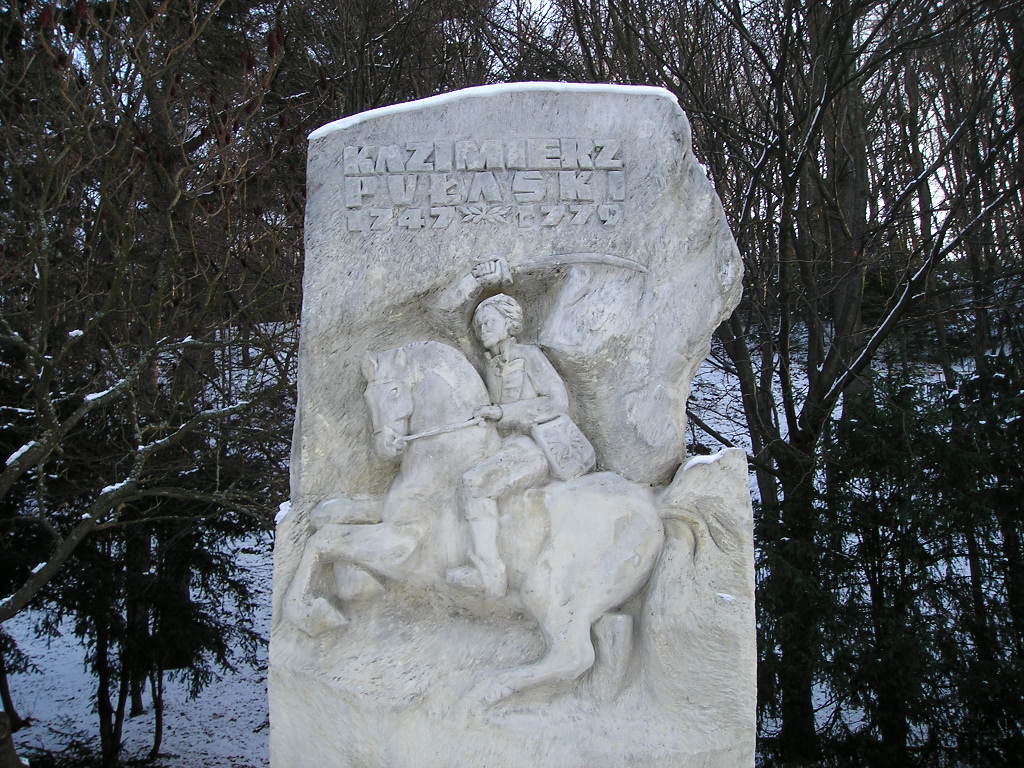
Pomnik Kazimierza Puławskiego
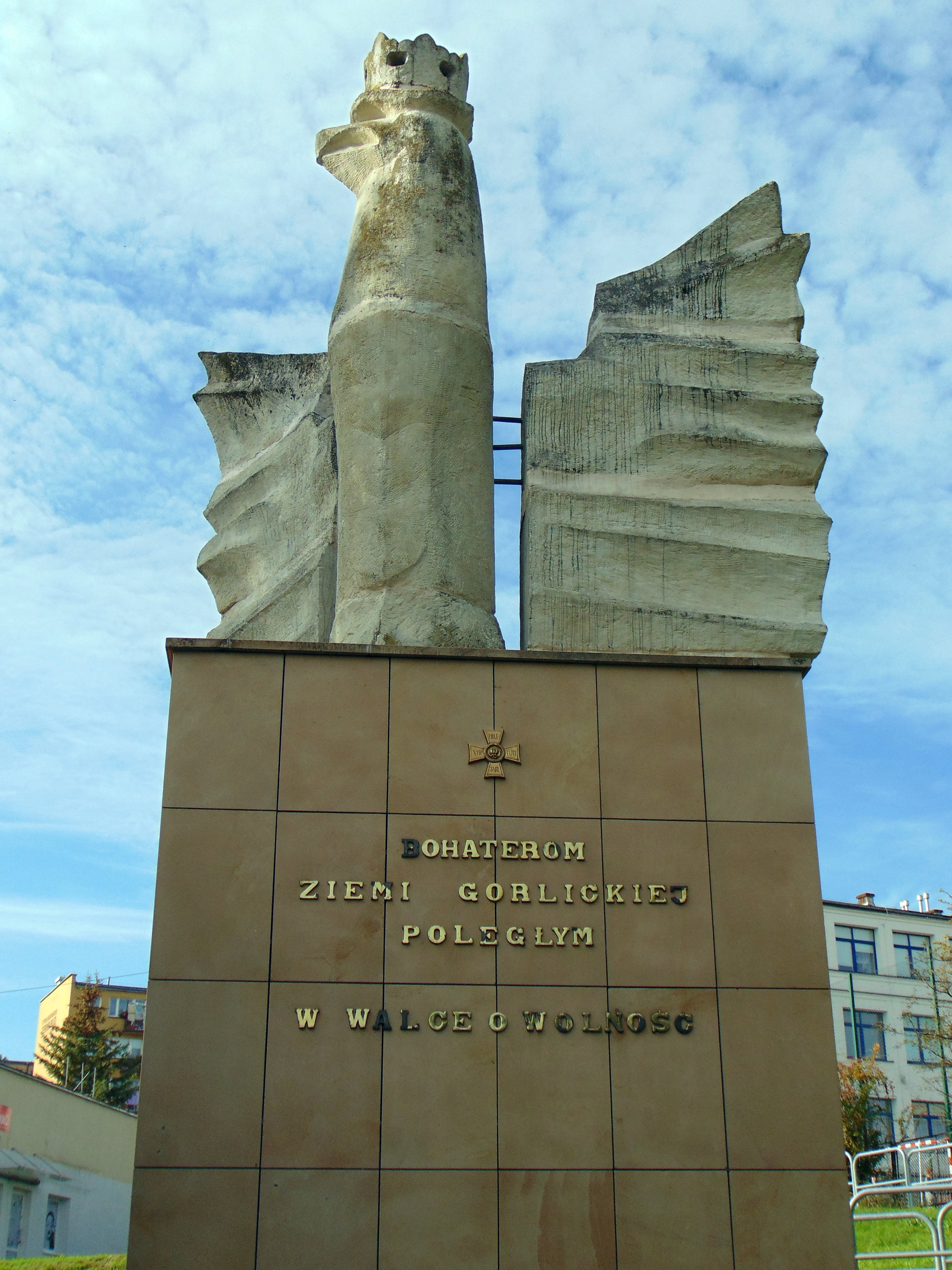
Pomnik Bohaterów Ziemi Gorlickiej
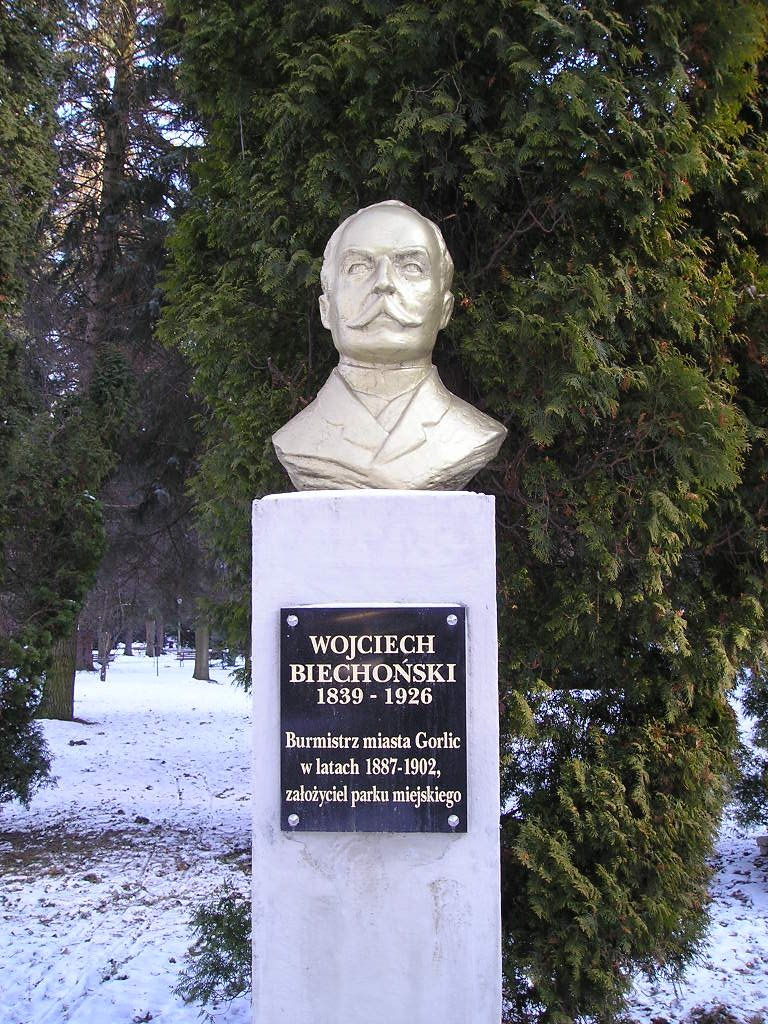
Pomnik Wojciecha Biechońskiego
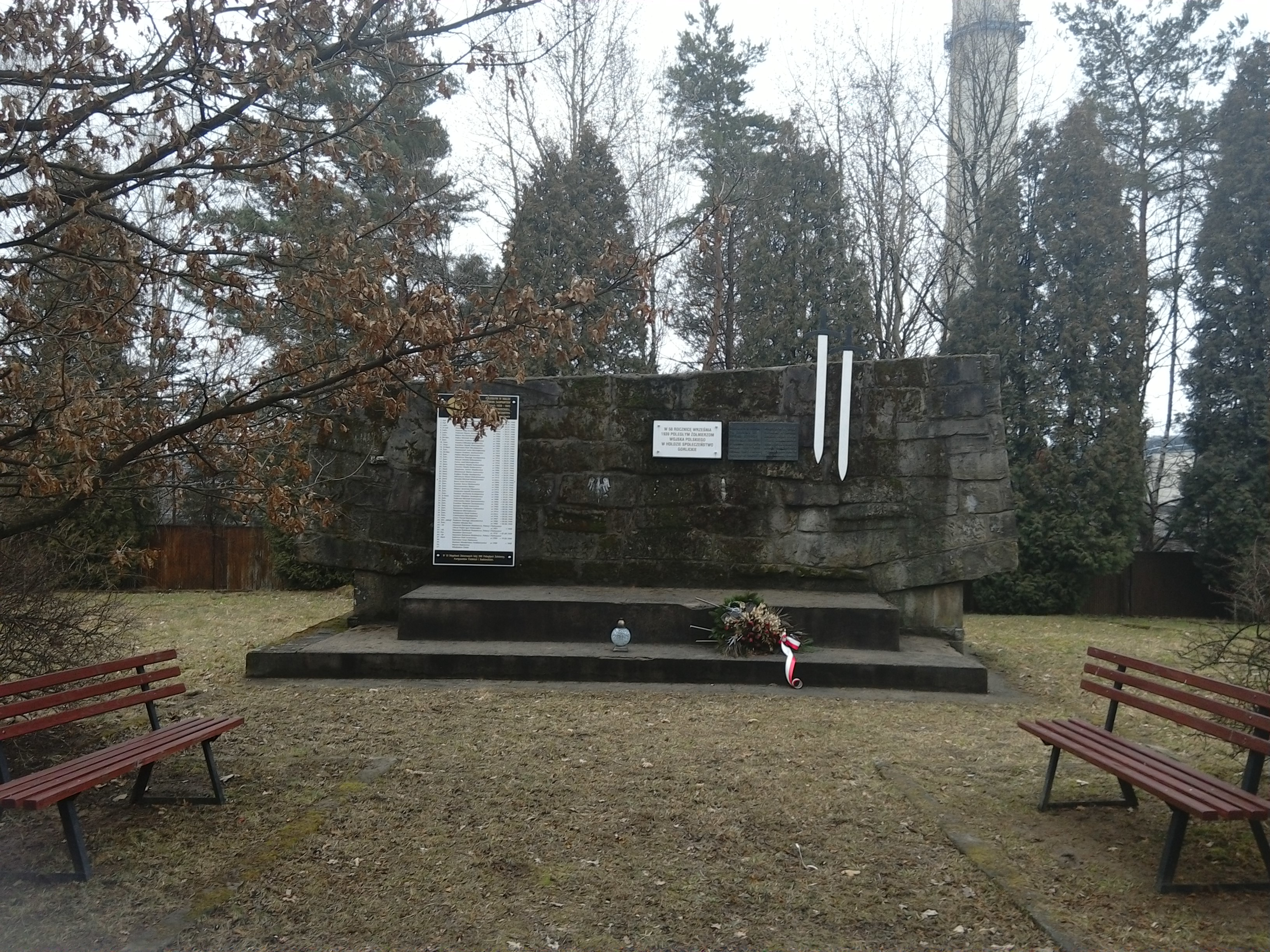
Pomnik na cmentarzu wojennym w Gorlicach na ul.Wincentego Pola
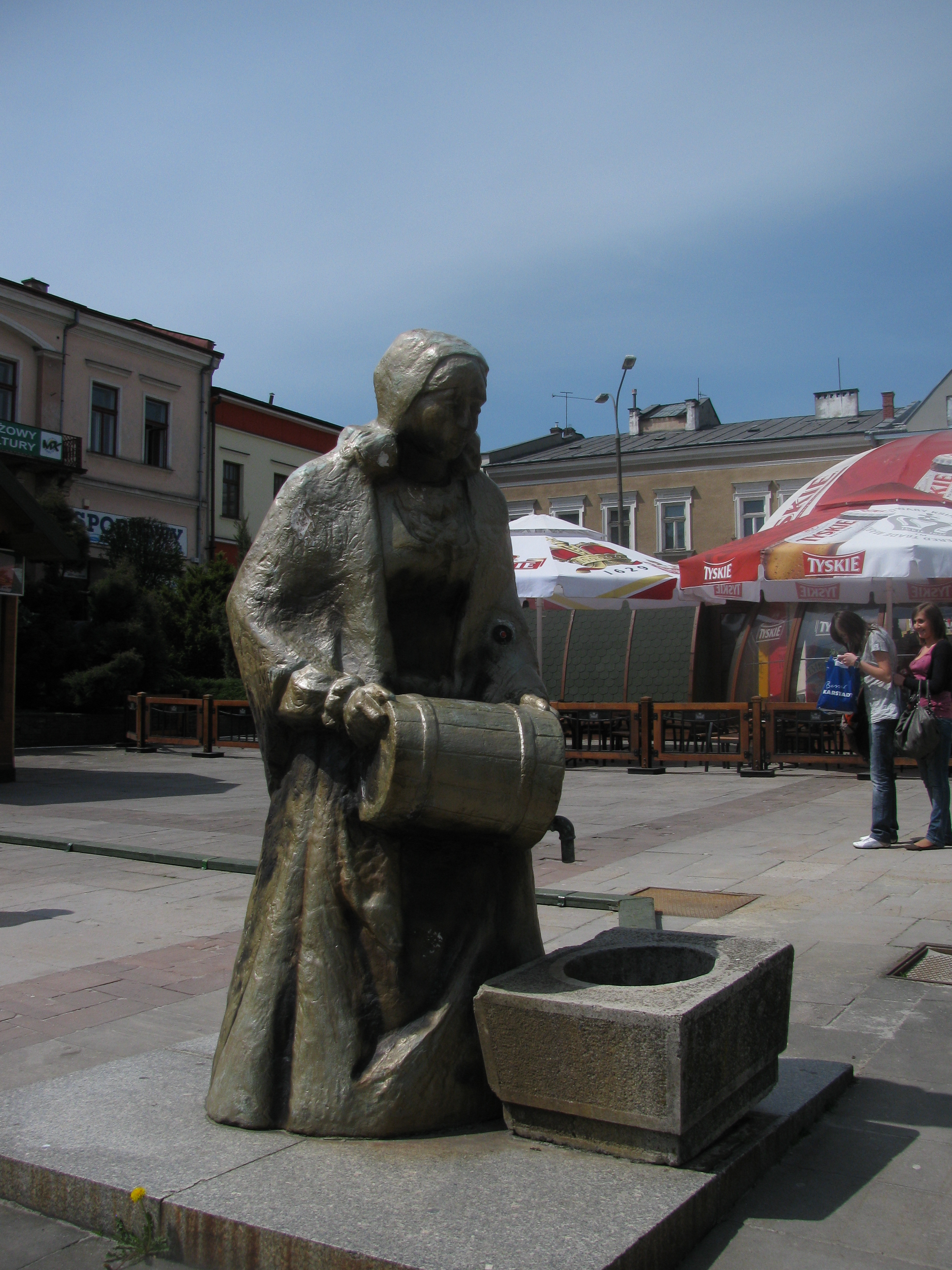
Pomnik mieszczki Teresy Kosibianki na rynku w Gorlicach
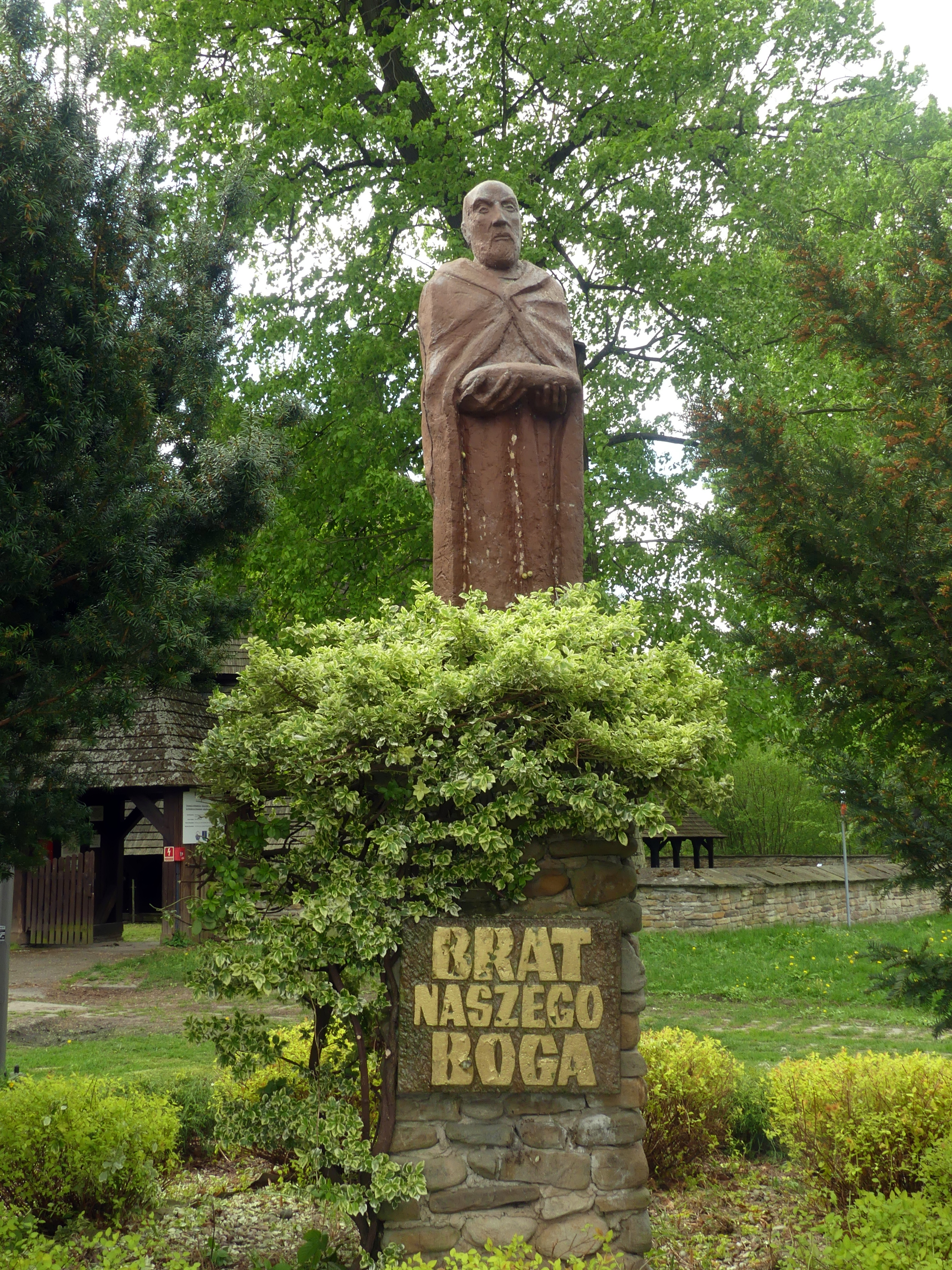
Pomnik św. Brata Alberta w Sękowej
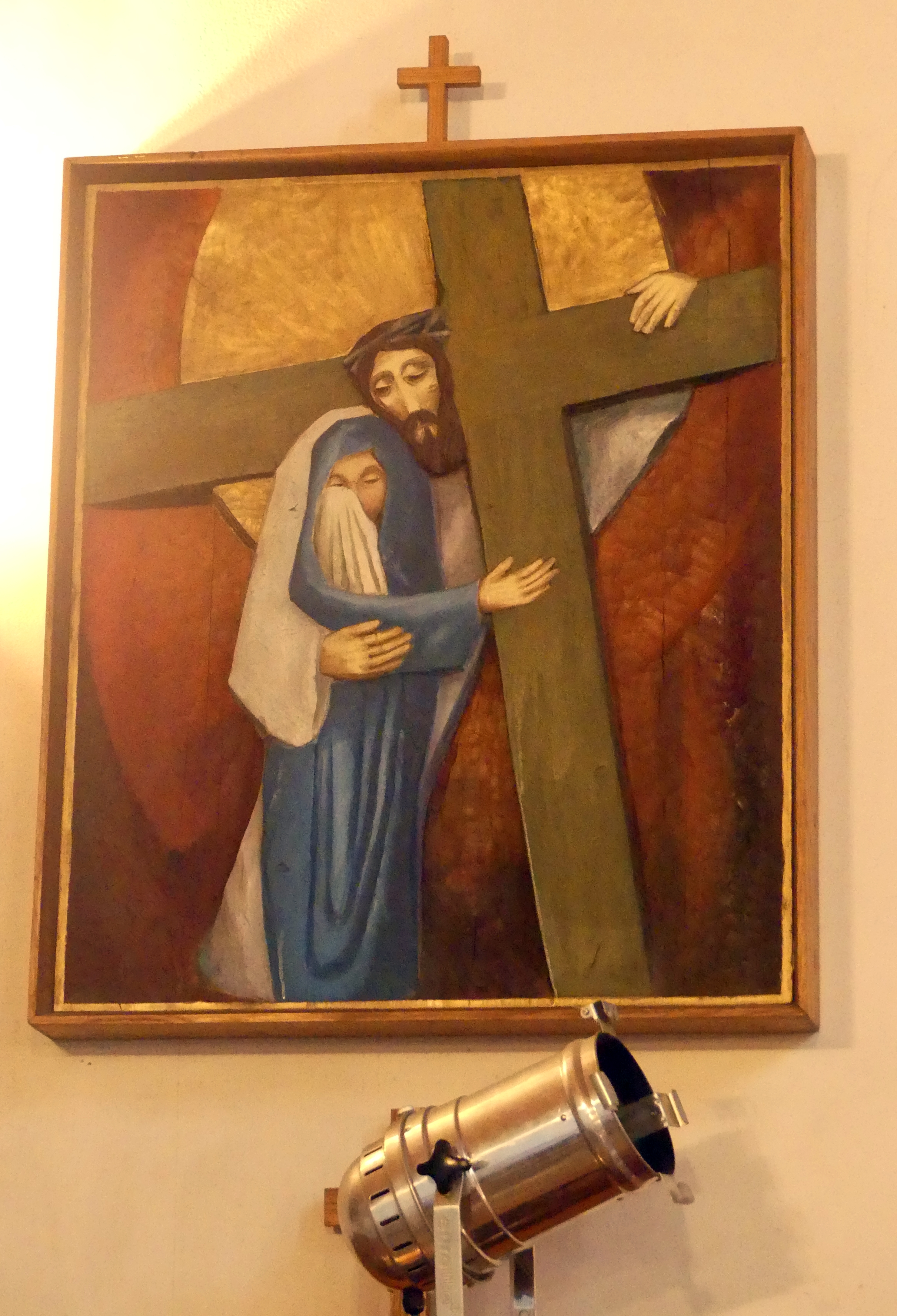
Stacja drogi krzyżowej w kościele w Gliniku Mariampolskim